# Balogh Ernő (geológus)

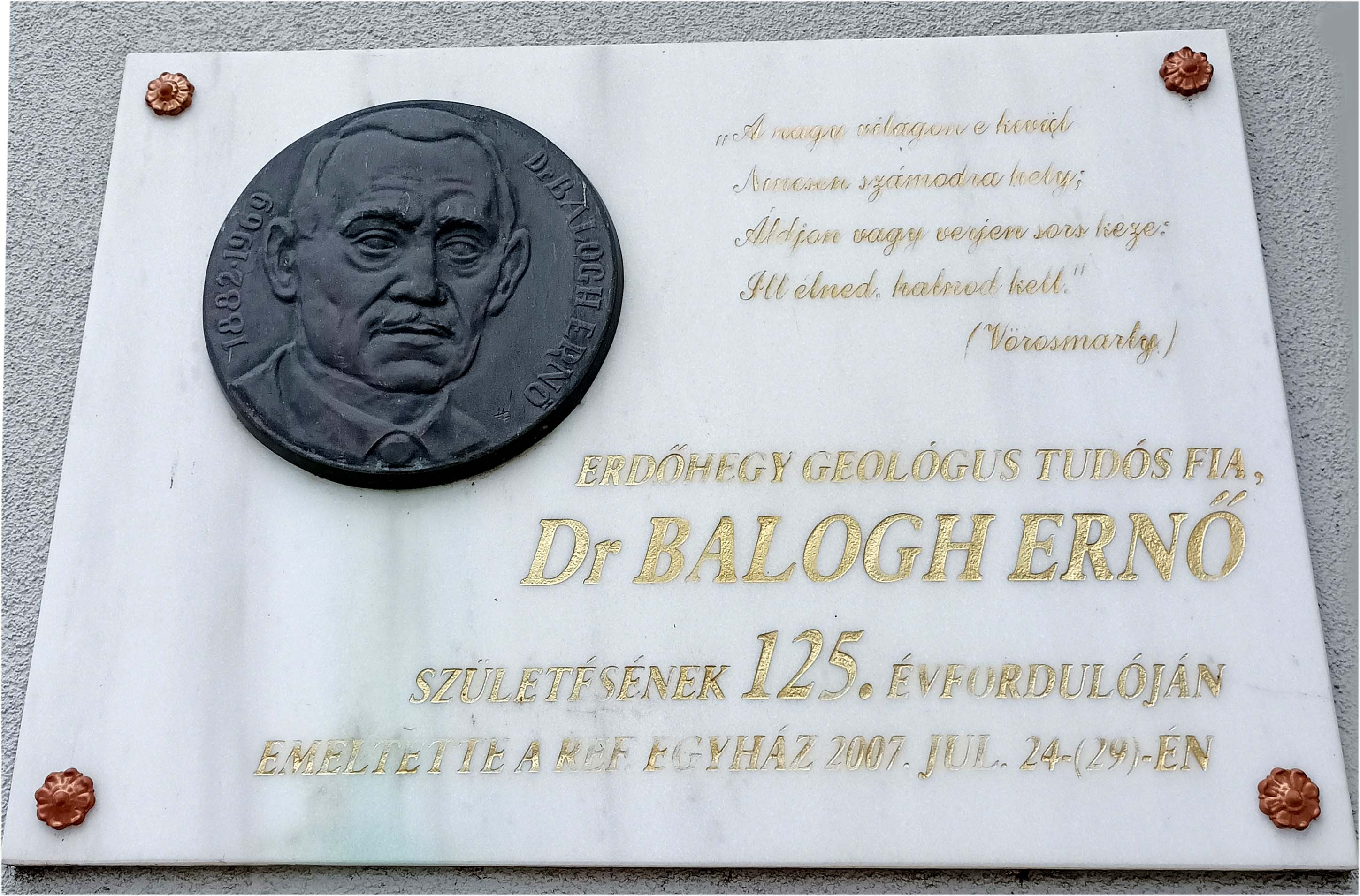
Emléktábla az erdőhegyi (Kisjenő) református templom falán

Balogh Ernő (Kisjenő, 1882. július 24. – Kolozsvár, 1969. július 11.) geológus, mineralógus, egyetemi tanár. Erdély karsztjainak és barlangjainak kutatója.

## Élete
Főiskolai tanulmányait a kolozsvári tudományegyetem ásvány-földtani tanszékén végezte. 1906-tól Szádeczky-Kardoss Gyula mellett lett asszisztens. Részt vett az első világháborúban. 1919-től Gyergyószentmiklóson, majd a kolozsvári Marianumban lett természetrajztanár 1920-tól 1940-ig. 1940-től a kolozsvári tudományegyetem geológiai tanszékén volt professzor. Majd ugyanott, 1945-ben (a Bolyai Egyetemmé való átalakulásakor) az ásvány-kőzettani tanszék vezető tanára lett 1959-ig, nyugdíjazásáig. Attól kezdve mint profesor consultant tevékenykedett.
1936-tól 1946-ig ő töltötte be az Erdélyi Múzeum-Egyesület Ásvány- és Kőzettani Szakosztályának elnöki tisztét, ugyanebben az időben az Erdélyi Kárpát-Egyesület elnöke is ő volt. Mintegy 200 ismeretterjesztő írása és 46 tudományos dolgozata jelent meg.

## Munkássága
Elsősorban mineralógus volt. Munkássága első éveiben főleg ásvány-kőzettani problémákkal foglalkozott, az 1920-as évektől azonban a barlangkutatás vált tudományos tevékenységének középpontjává. Ő kezdte el Romániában a barlangok tudományos igényű ásvány-kőzettani vizsgálatát. A kalcitok vizsgálata volt egyik legfontosabb része ásványtani munkásságának. E téren jelentős a lublinittal foglalkozó tanulmánya, a „Protokalcit, egy új ásvány”. Sok erdélyi barlang feldolgozása fűződik a nevéhez. Szpeleológiai kutatásait a Bihar-hegységben található Mézgedi-cseppkőbarlang és a bánsági Komárniki-barlang tanulmányozásával kezdte. Feltérképezte és monográfiában ismertette mindkét barlangot. Vizsgálta a Szarvas-barlangot is. A barlangkutatáson belül földtannal, ásvány-kőzettannal, őslénytannal, régészettel, állattannal, térképezéssel és a barlangok népszerűsítésével foglalkozott. A barlangok művészi értékű fényképezéséhez is értett.
A geológia egyéb részterületei is érdekelték. Geológiai tankönyveket írt középiskolásoknak. Több mint 250 tudományos és ismeretterjesztő írása volt. Ismeretterjesztő előadásainak a száma több mint 100.
A Magyarhoni Földtani Társulat díszoklevéllel tüntette ki, a Magyar Karszt- és Barlangkutató Társulat tiszteleti tagjául választotta.

## Művei
- A Dragán-völgy Kecskés- és Bulzur-patak közötti részének geológiai viszonyai. (1906)
- A Kolozsvár, Kajántó és Torda környéki bitumenes meszek és azok ásványai. (Múzeumi Füzetek, Kv. 1911.)
- Kvarc Erdély felsőmediterrán korú gipszeiben. (Kolozsvár, 1926, Erdélyi Tudományos Füzetek 6.)
- A Meziádi barlang térképe. (Nagyvárad, 1931.)
- A komárniki barlang. (Kolozsvár, 1934.)
- Dr. Szádeczky-Kardoss Gyula. (Kolozsvár, 1936.)
- Geológiai erőmegnyilvánulások és klímaváltozások nyomai a barlangokban.
- Cseppkő világ. (Bukarest, 1969.)